# Cosac cu bot turtit
Cosacul cu bot turtit sau boțogul, ocheana comună (Ballerus sapa, sinonim Abramis sapa) este un pește dulcicol bentopelagic asemănător cu plătică, de 20–25 cm lungime, din familia ciprinidelor, răspândit în fluviile bazinului ponto-aralo-caspian.

## Habitat
Este un pește dulcicol.  Preferă apele repede curgătoare din cursul inferior al fluviilor și râurilor mari, evitând bălțile.

## Distribuția geografică
Este răspândit în fluviile și râurile mari din Europa și Asia care se varsă în Marea Neagra, Marea Azov, Marea Caspică și Marea Aral. Pe fluvii, urcă destul de sus (pe Dunăre, până în Bavaria, pe Volga până la Șecsna).
În România este destul de rar, găsit în Dunăre, în cursul inferior al râurilor Prut, Criș, Tisa și Timiș; întâlnit și în regiunea salmastră a Mării Negre.

## Descriere
Lungimea obișnuită aproximativ 15–25 cm, ajunge însă și la 35 cm; greutatea se ridică până la 800 g. Poate trăi 8-15 ani.
Are corpul înalt, comprimat lateral și acoperit cu solzi mici, caduci. Corpul este mai alungit ca la plătică. De-a lungul liniei laterale 43-55 solzi. Pedunculul caudal, scurt. Capul este mic, lungimea lui se cuprinde de 4,5-5,0 ori în lungimea corpului. Botul mare, gros, bombat, rotunjit la vârf. Gura așezată subterminal,  protractilă; falca de sus întrece puțin pe cea de jos. Ochii foarte mari; diametrul lor este cuprins de 2,8-3,3 ori în lungimea capului.  Între ceafă și începutul înotătoarei dorsală se observă o cărare fără solzi. Abdomenul prezintă, de asemenea, o cărare lipsită de solzi.
Înotătoarea dorsală înaltă și îngustă are marginea dreaptă și 8-9 radii ramificate. Înotătoarea anală este foarte alungită (mult mai lungă decât la batcă), are  38-41 radii ramificate. Înotătoarea caudală puternic bifurcată,  lobul inferior fiind mult mai mare ca cel superior.

## Colorația
Partea superioară a capului și spatele sunt albastre-cenușii, flancurile și abdomenul albe-argintii, cu reflexe metalice. Înotătoarele sunt cenușii deschise sau albe-gălbui, cele nepereche cu o margine neagră sau cenușie-argintată, destul de largă. Irisul ochiului argintiu.

## Dimorfismul sexual
Dimorfismul sexual este slab pronunțat: masculii, în timpul reproducerii, au tuberculi albi pe cap; la mascul, înotătoarele pectorale sunt puțin mai lungi ca la femelă.

## Hrana
Se hrănește în principal cu nevertebrate bentonice: viermi, larve de insecte acvatice, moluște, crustacee, dar și cu detritus organic și substanțe vegetale.

## Reproducerea
Se reproduce și iernează în râuri. Reproducerea are loc în Mai-Iunie, în timpul viiturilor. Depune icrele pe vegetația acvatică, de care se lipesc. O femelă depune până la 100.000 (în medie 60.000-80.000). Diametrul icrelor este de 2 mm.
Puietul de o vară măsoară 8 cm și cântărește 8 g. Maturitatea sexuală este atinsă la vârsta de 3-4 ani (masculii mai devreme), la o lungimea de 17–30 cm.

## Importanță economică
Are importanță economică relativ redusă, fiind foarte rar în apele României. Carnea acestui pește este cea mai puțin gustoasă dintre toate speciile genului și are primăvara  2,6% grăsimi, iar toamna până la 4,3%.